# Laureano Cervantes
Laureano Cervantes Vázquez es un político mexicano miembro del Partido Revolucionario Institucional, así como gobernador de Colima.
Su mayor preocupación fue hacer frente a la Guerra Cristera y en ocasiones personalmente durante el Asalto de Manzanillo, acompañando al Gral. Heliodoro Charis. Cervantes declaró de utilidad pública el empedrado de las calles. En junio de 1931, los diputados locales trataron de desaforarlo, resultando ellos desaforados. Durante su administración se integró a nivel nacional y local el Partido Nacional Revolucionario (PNR), aglutinando al Partido Independiente y al Partido Liberal Colimense. Por atribuírsele parcialidad en la contienda entre Higinio Álvarez y Salvador Saucedo, el senado decretó desaparición de poderes en agosto de 1931. 